# Мост Баодай
Баодайцяо (宝带桥, «Мост драгоценного пояса») — каменный арочный мост через Великий Китайский канал близ города Сучжоу в провинции Цзянсу, Китай.
Впервые был сооружён при династии Тан в 816 году, по преданию — на средства, пожертвованные местным чиновником от продажи своего драгоценного пояса. Ныне существующий мост был закончен в 1446 году. 
Отличительная черта моста — три приподнятых центральных пролёта, через которые проплывали лодки с грузом. Мост имеет длину 317 м при ширине 4,1 м и состоит из 53 арочных пролётов.